# Foz do Iguaçu Esporte Clube
Foz do Iguaçu Esporte Clube foi um clube de futebol brasileiro da cidade de Foz do Iguaçu, no Estado do Paraná. Foi fundado em 28 de fevereiro de 1988, ano em que disputou a segunda divisão estadual, sagrando-se vice-campeão conseguindo o acesso para a disputa da primeira divisão do Campeonato Paranaense de Futebol, onde ficou até fechar as portas em 1996.

## Participação no Campeonato Brasileiro da Segunda Divisão
Disputou o Campeonato Brasileiro de Futebol da Segunda Divisão em 1989, sendo eliminado na primeira fase. A classificação do grupo em que disputou a competição nacional ficou assim:

### Grupo P
| Classificação - Final | Classificação - Final | Classificação - Final | Classificação - Final | Classificação - Final | Classificação - Final | Classificação - Final | Classificação - Final | Classificação - Final | Classificação - Final |
| Time | Time                  | PG                    | J                     | V                     | E                     | D                     | GP                    | GC                    | SG                    |
| --- | --------------------- | --------------------- | --------------------- | --------------------- | --------------------- | --------------------- | --------------------- | --------------------- | --------------------- |
| 1 | Joinville             | 14                    | 10                    | 6                     | 2                     | 2                     | 9                     | 2                     | 7                     |
| 2 | Operário-PR           | 10                    | 10                    | 3                     | 4                     | 3                     | 7                     | 5                     | 2                     |
| 3 | Noroeste              | 10                    | 10                    | 3                     | 4                     | 3                     | 7                     | 9                     | -2                    |
| 4 | Foz do Iguaçu         | 10                    | 10                    | 3                     | 4                     | 3                     | 7                     | 9                     | -2                    |
| 5 | Caxias                | 8                     | 10                    | 2                     | 4                     | 4                     | 4                     | 7                     | -3                    |
| 6 | Pinheiros             | 5                     | 10                    | 1                     | 3                     | 6                     | 4                     | 13                    | -9                    |
| PG - pontos ganhos; J - jogos; V - vitórias; E - empates; D - derrotas; GP - gols pró; GC - gols contra; SG - saldo de gols |                       |                       |                       |                       |                       |                       |                       |                       |                       |